# Мартин Синкович
Мартин Синкович (на хърватски: Martin Sinković) е хърватски състезател по академично гребане, състезаващ се в дисциплината двойка без рулеви с брат си Валент Синкович.
Роден е в Загреб, СФРЮ. Двукратен олимпийски шампион е от Рио де Жанейро (2016) и Токио (2020). Шесткратен световен шампион е през 2010, 2013, 2014, 2015, 2018 и 2019 г. Четирикратен европейски шампион е през 2012, 2016, 2018 и 2019 г.